# (29079) 1975 XD
1975 أكس دي (ويعرف أيضًا باسم (29079) 1975 أكس دي وفق تسمية الكوكب الصغير) (بالإنجليزية: 1975 XD)‏ هو كويكب ضمن حزام الكويكبات؛ وترتيبه 29079 من حيث الاكتشاف.
اكتُشف هذا الجُرم الفلكي بواسطة Sergio Barros ‏ في 1 ديسمبر 1975.

## وصلات خارجية
- (29079) 1975 XD في قاعدة بيانات مختبر الدفع النفاث لأجرام النظام الشمسي الصغيرة

- الاكتشاف · مخطط المدار ·  العناصر المدارية · المعلمات المادية

- (29079) 1975 XD على موقع ويكي سكاي: DSS2, SDSS, GALEX, IRAS, Hydrogen α, X-Ray, Astrophoto, Sky Map, Articles and images